# Simon von der Borch
Simon von der Borch (* im 15. Jahrhundert; † 22. Oktober 1492) war von 1477 bis 1492 Bischof von Reval.

## Leben
Simon von der Borch stammte aus dem westfälischen Adelsgeschlecht von der Borch, war Domherr in Hildesheim und folgte Iwan Stoltevoet als Bischof von Reval nach. Er nahm nach Livland die Söhne seines Bruders Friedrich, Wilhelm und Ludolf, mit und belehnte sie dort mit Gütern. Aus diesen ging die livländische Linie der Familie hervor.
Verwandt war Simon mit Berndt von der Borch. Dieser war Landmeister des Deutschen Ordens in Livland. Die ältere Literatur bezeichnet Simon als Neffen Berndts, in neuerer Zeit wird dieser als Vetter von Simon betrachtet. Beide waren entschiedene Gegner von Erzbischof Silvester Stodewescher. Nach dessen Tod hat der livländische Teil des deutschen Ordens Simon als Nachfolger im Amt des Erzbischofs vorgeschlagen. Papst Sixtus IV. setzte allerdings mit Unterstützung des Hochmeisters Martin Truchsess von Wetzhausen den Bruder des Deutschen Ordens Stephan Grube durch. Allerdings gelang es Berndt von Broch, von Kaiser Friedrich III. die weltlichen Rechte des Erzbischofs zu erhalten.
Simon von der Borch gilt als Gründer der Bischofsburg von Borckholm (heute Porkuni), die zwischen 1477 und 1479 errichtet wurde. Sie war eine der bedeutendsten Festungen in Wierland (heute Virumaa).
Zum Nachfolger Simons im Bischofsamt wurde 1493 Nikolaus Roddendorp durch das Revaler Domkapitel gewählt.